# Deep Cuts, Volume 1 (1973–1976)
Deep Cuts, Volume 1 (1973–1976) é uma coletânea da banda britânica de rock Queen, lançada em março de 2011. Diferentemente de outras compilações da banda, Deep Cuts procura resgatar músicas de pouco sucesso da banda em um único álbum. Abrangendo os álbuns Queen, Queen II, Sheer Heart Attack, A Night at the Opera e A Day at the Races, a seleção foi feita por Brian May, Roger Taylor e o baterista do Foo Fighters, Taylor Hawkins.

## Faixas
| N.º | Título                                                             | Compositor(es)                    | Duração |  |
| 1.  | "Ogre Battle" (de Queen II, 1974)                                  | Freddie Mercury                   | 4:14    |  |
| 2.  | "Stone Cold Crazy" (de Sheer Heart Attack, 1974)                   | May, Mercury, Taylor, John Deacon | 2:13    |  |
| 3.  | "My Fairy King" (de Queen, 1973)                                   | Freddie Mercury                   | 4:08    |  |
| 4.  | "I'm in Love with My Car" (de A Night at the Opera, 1975)          | Roger Taylor                      | 3:05    |  |
| 5.  | "Keep Yourself Alive" (de Queen, 1973)                             | Brian May                         | 3:46    |  |
| 6.  | "Long Away" (de A Day at the Races, 1976)                          | May                               | 3:33    |  |
| 7.  | "The Millionaire Waltz" (de A Day at the Races, 1976)              | Mercury                           | 4:54    |  |
| 8.  | "'39" (de A Night at the Opera, 1975)                              | May                               | 3:30    |  |
| 9.  | "Tenement Funster" (de Sheer Heart Attack, 1974)                   | Taylor                            | 2:46    |  |
| 10. | "Flick of the Wrist" (de Sheer Heart Attack, 1974)                 |                                   | 3:17    |  |
| 11. | "Lily of the Valley" (de Sheer Heart Attack, 1974)                 | Mercury                           | 1:45    |  |
| 12. | "Good Company" (de A Night at the Opera, 1975)                     | May                               | 3:23    |  |
| 13. | "The March of the Black Queen" (de Queen II, 1974)                 | Mercury                           | 6:38    |  |
| 14. | "In The Lap of the Gods...Revisited" (de Sheer Heart Attack, 1974) | Mercury                           | 3:46    |  |